# The Book of Souls
| 전문가 평가   | 전문가 평가 |
| 총 점수       | 총 점수     |
| 출처          | 점수        |
| ------------- | ----------- |
| 메타크리틱    | 80/100      |
| 평가 점수     |             |
| 출처          | 점수        |
| AllMusic      | [ 2 ]       |
| Billboard     | [ 3 ]       |
| Classic Rock  | 9/10        |
| The Guardian  | [ 5 ]       |
| Kerrang!      | 5/5         |
| Metal Hammer  | 10/10       |
| NME           | 8/10        |
| Q             | [ 9 ]       |
| Rolling Stone | [ 10 ]      |
| Uncut         | 7/10        |

《The Book of Souls》는 영국의 헤비 메탈 밴드 아이언 메이든이 2015년 9월 4일에 발매한 열여섯 번째 스튜디오 음반이다. 이 음반은 이 밴드의 첫 번째 스튜디오 더블 음반이며, 따라서 지금까지 가장 긴 음반이기도 하며, 총 길이는 92분이다. 보컬리스트 브루스 디킨슨이 2015년 초 암 종양 제거 수술을 받고 회복할 수 있도록 하기 위해 출범과 지원 투어가 연기됐다. 이 음반은 또한 30년 동안 EMI 레코드와의 관계가 끝난 이후 팔로폰으로 발매된 첫 음반이다.
아이언 메이든의 오랜 협력자 케빈 셜리가 제작한 《The Book of Souls》는 2000년 《Brave New World》에 사용했던 2014년 9월부터 12월까지 파리의 기욤 텔 스튜디오에서 녹음되었다. 밴드는 작곡을 하고 즉시 스튜디오에서 많은 트랙을 녹음하여 자발적인 라이브 느낌을 낳았다. 이 음반의 첫 번째 발매인 〈Speed of Light〉는 8월 14일에 뮤직비디오로, 동시에 베스트 바이 전용 디지털 다운로드와 CD 싱글로 발매되었다. 이 음반은 그들의 가장 긴 스튜디오 음반일 뿐만 아니라 이 밴드에서 가장 긴 곡인 〈Empire of the Clouds〉을 18분 길이로 수록하고 있는데, 2016년 4월 16일 레코드 스토어 데이 싱글로도 발매되었다. 콘셉트 음반은 아니지만, 마크 윌킨슨이 만든 마야 테마 표지 작품에서 영혼과 죽음에 대한 언급이 두드러진다.
비판적이고 상업적인 성공을 거둔 《The Book of Souls》는 24개국의 음반 차트에서 1위를 차지했다. 이 밴드는 1982년 《The Number of the Beast》, 1988년 《Seventh Son of a Seventh Son》, 1992년 《Fear of the Dark》, 2010년 《The Final Frontier》에 이어 5번째 (첫 연속) 영국 1위를 차지했다. 미국에서는 빌보드 200에서 《The Final Frontier》의 성공과 일치하여 4위로 그룹 최고위 자리를 반복했다. 이 음반은 또한 《The Final Frontier》에 이어 5년 만에 그룹 전체 경력에서 스튜디오 출시 간의 가장 긴 격차를 기록한다.

## 배경
열여섯 번째 스튜디오 음반을 녹음하려는 이 밴드의 의도는 보컬리스트 브루스 디킨슨에 의해 2013년 9월에 처음 드러났는데, 그는 2015년에 발매될 가능성이 있다고 예상했다. 이 음반은 2014년 9월부터 12월까지 프로듀서 케빈 셜리와 함께 파리의 기욤 텔 스튜디오에서 녹음되었으며 2015년 초에 마무리 작업이 추가되었다. 그들은 2000년 《Brave New World》에 스튜디오를 사용했고, 디킨슨은 "스튜디오는 우리 모두를 위한 특별한 추억을 가지고 있습니다. 우리는 같은 마법의 기운이 여전히 살아있고 그곳에서 많은 감동을 받고 있다는 것을 발견하고 기뻤습니다!" 이 밴드는 원래 2015년 초에 음반을 발매할 예정이었으나 디킨슨이 암 종양 치료를 받는 동안 9월 4일로 연기되었다.
이 음반의 타이틀, 커버 아트, 트랙 리스트는 2015년 6월 18일에 공개되었다. 팔로폰에 의해 발매된 이 음반은 2013년 워너 뮤직 그룹에 의해 두 회사가 인수된 이후 EMI에 의해 발행되지 않은 밴드의 첫 번째 오리지널 스튜디오 음반이다. 미국에서는 이 음반이 2013년 BMG가 생츄어리 레코드를 인수한 후 생츄어리 카피라이츠/BMG에 의해 발행되었다. 8월 14일, 밴드는 렉시 레온이 감독한 곡 〈Speed of Light〉의 뮤직 비디오를 발표했다. 또한, 이 노래는 동시에 디지털 다운로드가 가능하게 되었고 미국에서 베스트 바이를 통해 싱글 트랙 CD로 발행되었다.

## 상업적 성과
이 음반은 더 이상 소매 차트를 발행하지 않는 19개 지역 외에 24개국에서 1위에 오르며 상업적 성공을 거두었다. 이 음반은 영국 음반 차트에서 6만 장 이상의 판매고를 올리며, 그들의 이전 음반인 《The Final Frontier》를 능가하는 5번째 음반이었다. 《The Final Frontier》는 44,385장이 팔렸지만 같은 차트 순위에 올랐다. 미국에서, 비록 《The Book of Souls》가 63,000에 비해 다시 74,000장의 판매고를 올리며 더 잘 팔렸지만, 이 기록은 그 시점까지 《The Final Frontier》와 함께 빌보드 200에서 그들의 공동 최고 순위인 4위를 기록했다. 《빌보드》에 따르면, 이것은 닐슨 사운드스캔 추적 시스템이 1991년에 가동되기 시작한 이래 미국에서 그 밴드가 가장 잘 팔리는 한 주를 나타낸다.  2016년 1월 기준으로, 《The Book of Souls》는 미국에서 148,000장 이상이 팔렸다.

## 곡 목록
| #  | 제목                         | 작사·작곡               | 재생 시간 |
| -- | ---------------------------- | ----------------------- | --------- |
| 1. | 〈If Eternity Should Fail〉  | 브루스 디킨슨           | 8:28      |
| 2. | 〈Speed of Light〉           | 아드리안 스미스, 디킨슨 | 5:01      |
| 3. | 〈The Great Unknown〉        | 스미스, 스티브 해리스   | 6:37      |
| 4. | 〈The Red and the Black〉    | 해리스                  | 13:33     |
| 5. | 〈When the River Runs Deep〉 | 스미스, 해리스          | 5:52      |
| 6. | 〈The Book of Souls〉        | 야닉 거스, 해리스       | 10:27     |

| #  | 제목                      | 작사·작곡             | 재생 시간 |
| -- | ------------------------- | --------------------- | --------- |
| 1. | 〈Death or Glory〉        | 스미스, 디킨슨        | 5:13      |
| 2. | 〈Shadows of the Valley〉 | 거스, 해리스          | 7:32      |
| 3. | 〈Tears of a Clown〉      | 스미스, 해리스        | 4:59      |
| 4. | 〈The Man of Sorrows〉    | 데이브 머레이, 해리스 | 6:28      |
| 5. | 〈Empire of the Clouds〉  | 디킨슨                | 18:01     |

## 인증
| 국가                                                                                         | 인증     | 판매량/출하량 |
| -------------------------------------------------------------------------------------------- | -------- | ------------- |
| 오스트리아 (IFPI 오스트리아)                                                                 | 골드     | 7,500*        |
| 브라질 (Pro-Música Brasil)                                                                   | 골드     | 20,000        |
| 캐나다 (뮤직 캐나다)                                                                         | 골드     | 40,000^       |
| Croatia (HDU)                                                                                | 골드     | 7,500*        |
| 핀란드 (Musiikkituottajat)                                                                   | 골드     | 13,046        |
| 프랑스 (SNEP)                                                                                | 골드     | 50,000*       |
| 독일 (BVMI)                                                                                  | 골드     | 100,000       |
| 헝가리 (MAHASZ)                                                                              | 플래티넘 | 2,000^        |
| 이탈리아 (FIMI)                                                                              | 골드     | 25,000*       |
| 노르웨이 (IFPI 노르웨이)                                                                     | 골드     | 12,106*       |
| 폴란드 (ZPAV)                                                                                | 골드     | 10,000        |
| 스웨덴 (GLF)                                                                                 | 골드     | 20,000        |
| 영국 (BPI)                                                                                   | 골드     | 100,000*      |
| *판매량을 기반으로 한 인증 · ^출하량을 기반으로 한 인증 · 판매량+스트리밍을 기반으로 한 인증 |          |               |